# Zenamorpha discophoralis
Zenamorpha discophoralis är en fjärilsart som beskrevs av George Francis Hampson 1899. Zenamorpha discophoralis ingår i släktet Zenamorpha och familjen Crambidae. Inga underarter finns listade i Catalogue of Life.